# Fußball-Bundesliga/Rekorde/Borussia Dortmund
Der Artikel Fußball-Bundesliga/Rekorde/Borussia Dortmund listet die vereinsspezifischen Rekorde von Borussia Dortmund auf, die mit Bezug auf die Zugehörigkeit zur deutschen Fußball-Bundesliga gehalten werden.
Der Verein ist aktuell Bundesligist (Stand: Saison 2025/26).

Siehe auch: 

## Vorbemerkung
Es besteht eine Unterteilung zwischen Positiv- und Negativrekorden sowie vereinsinternen Bestmarken. Weitere Rekorde, die dem Verein nicht zuzuordnen sind, werden im Hauptartikel unter „Allgemein“ gelistet. Dort bestehen zudem die Rubriken „Trainerspezifische Rekorde“, „Schiedsrichterspezifische Rekorde“ sowie „Sonstige Rekorde“. Es besteht außerdem die Möglichkeit „In nächster Zeit möglicherweise fallende Bestmarken“ im unteren Bereich der Hauptseite festzuhalten, bzw. die neuen Rekorde an die passenden Stellen einzusortieren. Wenn möglich, wird zu einem Positivrekord auch der Negativrekord als Gegenstück gelistet (und andersrum). Die Liste erhebt keinen Anspruch auf Vollständigkeit.

## Borussia Dortmund
Aktuelle Platzierung in der Ewigen Tabelle der Fußball-Bundesliga: Platz 2 von 58 (Stand: 34. Spieltag 2024/25)

### Positivrekorde

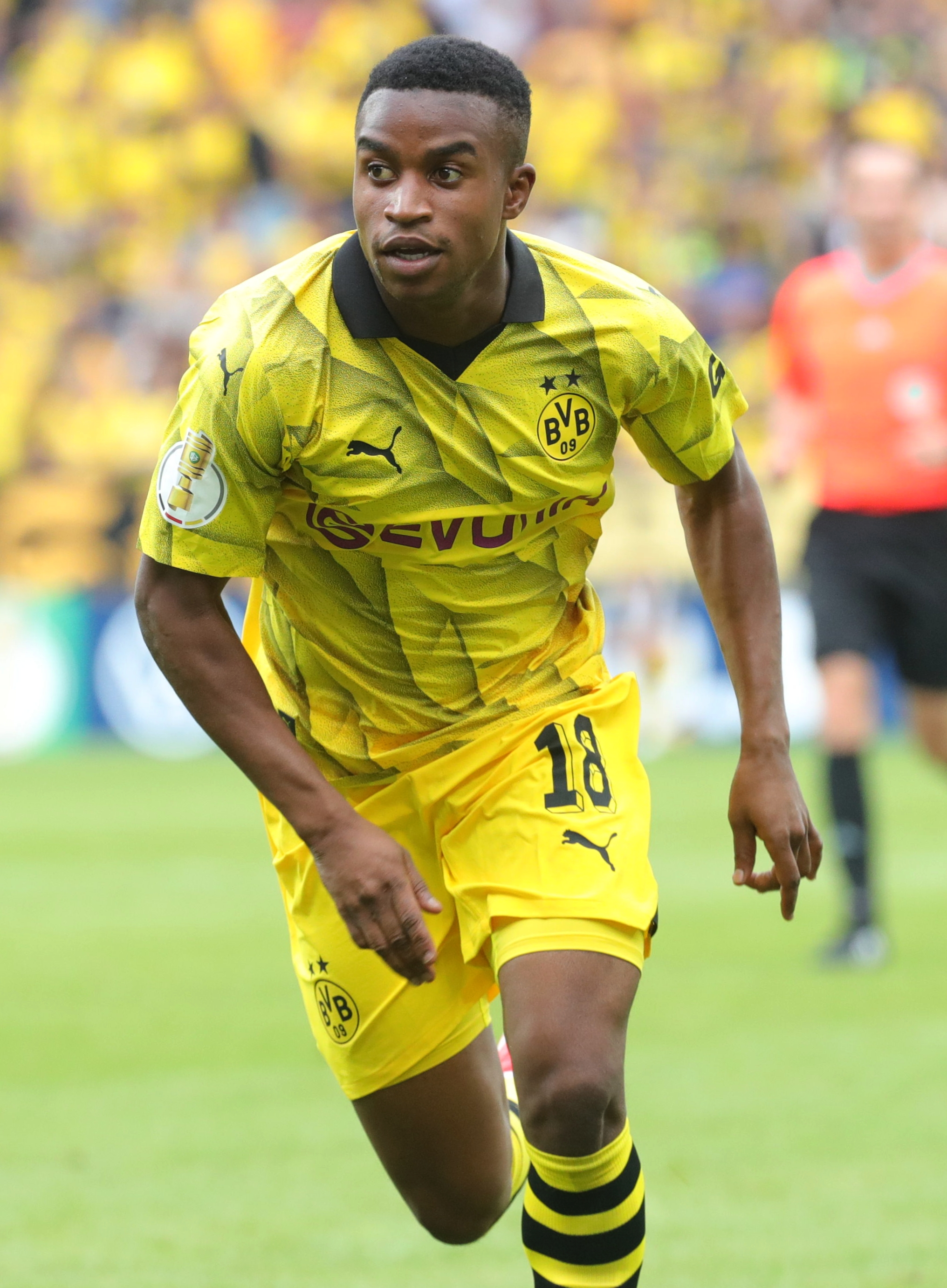
Jüngster Spieler (Youssoufa Moukoko, 16 Jahre und 1 Tag)

- erstes Tor der Bundesligageschichte: Timo Konietzka (1:0 nach 35 Sekunden gegen Werder Bremen am 24. August 1963 am 1. Spieltag 1963/64)[2]
- war am häufigsten an einem der torreichsten Spiele beteiligt: an 4 von 5 Spielen mit je 12 Toren[3]
  - 9:3 (Borussia Dortmund gegen 1. FC Kaiserslautern, 11. Spieltag 1963/64)[4]
  - 11:1 (FC Bayern gegen Borussia Dortmund, 16. Spieltag 1971/72)[5]
  - 12:0 (Borussia Mönchengladbach gegen Borussia Dortmund, 34. Spieltag 1977/78)[6]
  - 11:1 (Borussia Dortmund gegen Arminia Bielefeld, 12. Spieltag 1982/83)[7]
- schlechteste Platzierung nach 27 Spieltagen, von welcher zum Ende einer Saison Platz 4 erreicht wurde: Platz 10 (2024/25; nach dem 27. Spieltag gelang das Gutmachen von 6 Plätzen von Platz 10 auf 4 (Stand: 34. Spieltag 2024/25).)[8]
- meiste Unentschieden gegen den Rekordmeister (FC Bayern): 32 (Stand: 34. Spieltag 2024/25)[9]
- gewann am häufigsten in Folge am 1. Spieltag einer Saison: 10 Siege (2015/16–2024/25, laufend)[10]
- bester Tabellenzweiter nach 22 Spieltagen: 51 Punkte (2015/16)[11]
- bester Tabellenzweiter am Ende einer Saison: 78 Punkte und 82:34 Tore (2015/16)[12][13]
- ältester deutscher Meister: Toni Schumacher (42 Jahre)[14]
- jüngster Spieler: Youssoufa Moukoko (16 Jahre und 1 Tag)[15]
- jüngster Torschütze: Youssoufa Moukoko (16 Jahre und 28 Tage)[16]
- meiste Tore eines minderjährigen Spielers: 11 (Youssoufa Moukoko, Stand: 8. Spieltag 2023/24)[17]
- kürzeste Spielzeit für die ersten 3 Tore: 23 Minuten (Erling Haaland, bei seinem Bundesliga-Debüt, 2019/20)[18]
- jüngster Spieler, dem 4 Tore in einem Spiel gelangen: Erling Haaland (20 Jahre und 4 Monate, am 8. Spieltag 2020/21 gegen Hertha BSC)[19]
- meiste Tore im Alter von unter 21 Jahren: 40 (Erling Haaland)[19]
- meiste Jokertore eines Spielers innerhalb einer Saison: 12 (Paco Alcacer, 2018/19)[14]
- jüngster Spieler mit 50 Einsätzen: Youssoufa Moukoko (18 Jahre und 139 Tage, am 8. April 2023, Stand: Saisonende 2022/23)[20][17]
- jüngster Spieler mit 50 Siegen: Jude Bellingham (19 Jahre und 235 Tage, am 21. Spieltag 2022/23)[17]
- jüngster Kapitän: Jude Bellingham (19 Jahre und 124 Tage, am 8. Spieltag 2022/23, Stand: Saisonende 2022/23; seit Beginn der Datenerfassung 1995)[17]
- erster Spieler mit 100 Toren: Lothar Emmerich (am 17. Februar 1968 beim Karlsruher SC)[21]
- meiste Doppelpacks in Serie: 4 (Lothar Emmerich gemeinsam mit Wolfsburgs Tomislav Marić)[14]
- Anzahl Spiele in Folge mit mindestens fünf erzielten Toren: 3 (2019/20; gemeinsam mit Hannover 96 (1965/66), dem 1. FC Kaiserslautern (1983/84) und Bayern München (2. März 2019 – 17. März 2019))
- höchster prozentualer Anteil an Treffern innerhalb einer Saison, welche nach der 75. Minute erzielt worden sind: 41,5 % (17/41, 2006/07)[22]
- jüngste Spieler mit Tor-Koproduktion: Jude Bellingham legte Giovanni Reyna einen Treffer auf (1. Spieltag 2020/21, beide 17 Jahre alt, erstmals zwei minderjährige Spieler).[23]
- Stadion mit der höchsten Zuschauerkapazität: Signal Iduna Park (81.365 Plätze)[24]
- höchster Zuschauerschnitt einer Saison: 81.306 pro Spiel (2023/24)[25][26]
- am häufigsten höchster Zuschauerschnitt in einer Saison: 29× (Stand: 2022/23)[26]
- meiste Spielzeiten in Folge mit höchstem Zuschauerschnitt: 22× (1998/99–2019/20)[26]
- am häufigsten den Zuschauerschnittrekord einer Saison verbessert: 7× (zuletzt 2022/23)[26]
- Verein profitierte vom Eigentor aus größter Entfernung (erzielt durch Christoph Kramer aus 45 Metern Entfernung zum 1:0 gegen Borussia Mönchengladbach am 9. November 2014)[27]
- afrikanischer Rekordtorschütze: Pierre-Emerick Aubameyang (98 Tore, Stand: Saisonende 2023/24)[28]
  - gabunischer Rekordtorschütze: Pierre-Emerick Aubameyang (98 Tore, Stand: Saisonende 2023/24)[28]
- norwegischer Rekordtorschütze: Erling Haaland (62 Tore)[29]
- meiste Tore als Joker beim ersten Einsatz: 3 (Erling Haaland, 2019/20)[19]
- meiste Tore nach den ersten beiden Einsätzen: 5 (Erling Haaland, 2019/20)[19]
- meiste Tore nach den ersten 3 Einsätzen: 7 (Erling Haaland, 2019/20)[19]
- meiste Tore nach den ersten 5 Einsätzen: 8 (Erling Haaland, 2019/20)[30]
- meiste Tore nach den ersten 6 Einsätzen: 9 (Erling Haaland, 2019/20)[31]
- meiste Tore nach den ersten 65 Einsätzen: 61 (Erling Haaland)[32][33]
- meiste Tore nach den ersten 66 Einsätzen: 61 (Erling Haaland)[32][33]
- meiste Tore nach den ersten 67 Einsätzen: 62 (Erling Haaland)[33]
- jüngster Spieler mit 9 Toren: Youssoufa Moukoko (als 17-jähriger)[34][35]
- jüngster Spieler mit 10 Toren: Youssoufa Moukoko (17 Jahre und 350 Tage)[35]
- jüngster Spieler mit 16 Toren: Youssoufa Moukoko (19,45 Jahre)[36]
- jüngster Spieler mit 17 Toren: Youssoufa Moukoko (19,45 Jahre)[36]
- jüngster Spieler mit 25 Toren: Jadon Sancho (19 Jahre und 313 Tage, nach 64 Einsätzen)[37]
- jüngster Spieler mit 30 Toren: Jadon Sancho[34]
- jüngster Spieler mit 40 Toren: Erling Haaland[38]
- jüngster Spieler mit 49 Toren: Erling Haaland (nach 49 Einsätzen)[19]
- jüngster Spieler mit 56 Toren: Erling Haaland (nach 57 Einsätzen)[19]
- bester Tabellenvierter nach 8 Spieltagen: mit 20 Punkten (2023/24)[39]
  - auch der Tabellendritte nach 8 Spieltagen (FC Bayern) errang bis zum selben Zeitpunkt 20 Punkte, wobei dieser der beste Tabellendritte ist (siehe auch: FC Bayern München)[40]
- meiste Tore in nur einer Halbzeit: 10 (2. Halbzeit beim 11:1-Sieg über Arminia Bielefeld, 12. Spieltag 1982/83)[41][42][43][40]
- meiste Ballkontakte eines Spielers in einem Spiel: 216 (Julian Weigl, beim 2:2-Unentschieden gegen den 1. FC Köln, am 34. Spieltag 2015/16, trotz Auswechslung in der 84. Minute)[14][44]
- meiste Heimspiele an einem Freitag in Folge ohne Niederlage: 39 (30 Siege und 9 Unentschieden)17, über mehr als 20 Jahre bis zum 7. Spieltag 2024/25 (letzte Niederlage: im Januar 2004 gegen Schalke 04 mit 0:1 und am 16. Spieltag 2024/25 verlor man gegen Bayer Leverkusen mit 2:3)[45][46][47][48]
- meiste unterschiedliche Torschützen in einer Hinrunde: 16 (2018/19; gemeinsam mit der TSG Hoffenheim, 2021/22, Stand: 2024/25)[49]

### Negativrekorde
- höchste Niederlage: 0:12 (bei Borussia Mönchengladbach am 29. April 1978, 34. Spieltag 1977/78)[14]
- größter Rückstand gegenüber dem direkten Tabellennachbarn der ewigen Tabelle: 952 Punkte und ein um 1548 Tore schlechteres Torverhältnis (gegenüber dem erstplatzierten FC Bayern, Stand: 29. Spieltag 2024/25)[1]
- meiste Strafstöße in Folge verschossen: 7 (November 1963 bis Januar 1965, Stand: 34. Spieltag 2024/25)[50][51][52]
- erste Niederlage einer Mannschaft nach einer Führung mit zwei oder mehr Toren in der 89. Minute (gegen Werder Bremen, Endstand 2:3 nach 2:0, 3. Spieltag 2022/23) – zuvor war dies 7221 Mal der Fall, wobei die im Rückstand liegende Mannschaft 7216 Mal verlor und fünf Unentschieden erreichte.[53]
- meiste Strafstöße in Folge ab Saisonbeginn verschossen: 5 (2010/11)[54][55]

### Vereinsintern
- Rekordspieler: Michael Zorc (463 Einsätze)[56]
- Rekordtorhüter: Roman Weidenfeller (349 Einsätze)[57]
- Rekordtorschütze: Manfred Burgsmüller (135 Tore)[58][59]
- meiste Siege: 216 (Mats Hummels, bei 367 Einsätzen, Stand: 34. Spieltag 2024/25)[60][61]
- ältester Spieler: Toni Schumacher (42 Jahre, 2 Monate und 12 Tage)[62]
- ältester Debütant: Heinrich Kwiatkowski (37 Jahre und 249 Tage, am 21. März 1964)[63]
- jüngster Strafstoß-Schütze: Marc-André Kruska (19 Jahre und 135 Tage, am 10. November 2006, gegen Werder Bremen, verwandelt, Stand: 34. Spieltag 2024/25)[64]
- schnellster Spieler: Karim Adeyemi wurde mit 36,65 km/h gemessen (19. Spieltag 2022/23, Stand: 13. Spieltag 2024/25, seit Beginn der Datenerfassung in der Saison 2011/12)[65]
- meiste Heimtore innerhalb einer Saison: 55 (2022/23)[17][66]
- meiste Heimspiele in Folge mit Torerfolg: 56 (1. Spieltag 2020/21 bis 8. Spieltag 2023/24, Serie riss nach einem 0:4 gegen den FC Bayern im 57. Spiel, am 10. Spieltag 2023/24)[67][68][69][70][20][71][72]
- meiste Heimspiele in Folge mit Torerfolg gegen einen anderen Gegner: 33 (gegen Borussia Mönchengladbach, bis 30. Spieltag 2024/25, laufend, Stand: 34. Spieltag 2024/25)[32]
- meiste Siege in Folge: 8 (2×)[73][74]
  - 17. bis 24. Spieltag 2011/12
  - 16. bis 23. Spieltag 2022/23
- Trainer mit den meisten Siegen: Jürgen Klopp (133, Stand: Saisonende 2024/25)[75]
- Trainer mit den meisten Siegen in Folge: Edin Terzić (9, mit Unterbrechung innerhalb zweier Amtsperioden, Stand: Saisonende 2024/25)[17]
- ältester Trainer: Udo Lattek (65 Jahre und 124 Tage)[76]
- meiste Heimsiege in Folge innerhalb einer Saison: 11 (2022/23)[77]
- meiste Heimsiege in einer Saison: 14 (2022/23)[77]
- meiste Siege im Duell mit einem anderen Gegner: 51 (in 103 Spielen gegen Eintracht Frankfurt, Stand: 1. Spieltag 2024/25)[78][79][80][81]
- meiste Tore im Duell mit einem anderen Gegner: 202 (in 104 Spielen gegen Eintracht Frankfurt, Stand: 34. Spieltag 2024/25)[78][79][81]
- meiste Auswärtssiege im Duell mit einem anderen Gegner: 16 (beim VfB Stuttgart, Stand: 34. Spieltag 2024/25)[82]
- meiste Spiele in Folge im Duell mit einem anderen Gegner, in denen man mindestens einen Treffer erzielte: 24 (gegen Werder Bremen, Stand: 1. Spieltag 2024/25)[83][84][85]
- meiste Torschüsse in einem Spiel: 34 (2×, seit Beginn der Datenerfassung 2004/05)[86]
  - beim 5:2 gegen Borussia Mönchengladbach am 32. Spieltag 2022/23
  - beim 2:1 gegen den 1. FC Kaiserslautern im März 2006
- jüngster Spieler mit Platzverweis: Jude Bellingham (17-jährig, am 31. Spieltag 2020/21 beim VfL Wolfsburg (2:0) mit Gelb-Rot, als zweiter minderjähriger Spieler)[23]
- frühester Platzverweis: 15. Minute (2×)[87]
  - Dieter Weinkauff (im Mai 1972, zu Hause gegen den VfL Bochum (1:1))
  - Mats Hummels (14. Spieltag 2023/24, gegen RB Leipzig (2:3))
- meiste Platzverweise nach 19 Spieltagen einer Saison: 5 (2×, Stand: 19. Spieltag 2024/25)[88]
  - 2007/08 (5 verschiedene Spieler)[89]
    - Dedê (1× Rot)
    - Christian Wörns (1× Gelb-Rot)
    - Markus Brzenska (1× Gelb-Rot)
    - Marc-André Kruska (1× Gelb-Rot)
    - Florian Kringe (1× Gelb-Rot)

  - 2024/25 (4 verschiedene Spieler)[90]
    - Nico Schlotterbeck (2×)
      - 1× Gelb-Rot
      - 1× Rot

    - Pascal Groß (1× Rot)
    - Emre Can (1× Rot)
    - Almugera Kabar (1× Gelb-Rot)
- meiste Spiele in einer Saison mit mindestens 2 Toren: 11 (Erling Haaland, 2020/21)[19]
- jüngster Spieler, dem 3 Tore in einem Spiel gelangen: Erling Haaland (19 Jahre und 181 Tage, bei seinem Bundesliga-Debüt, 2019/20)[19][91]
- ältester Spieler, dem 2 Tore in einem Spiel gelangen: Mats Hummels (34 Jahre und 274 Tage, am 16. September 2023, beim 4:2-Sieg beim SC Freiburg, Stand: 19. Spieltag 2024/25)[92][93]
- am häufigsten Bundesliga-Torschützenkönig: Lothar Emmerich (2×)[94]
  - 31 Tore (1965/66)
  - 28 Tore (1966/67, gemeinsam mit Gerd Müller für den FC Bayern)
- meiste Minuten in Folge ohne Gegentreffer: Hans Tilkowski (549, 1965/66, Stand: 25. Spieltag 2024/25)[95]
- meiste Spiele ohne Gegentor gegen einen anderen Gegner: 29 (gegen den 1. FC Köln, Stand: 20. Januar 2024)[96][97]
- meiste Spiele gegen einen anderen Gegner, ohne je Unentschieden gespielt zu haben: 11 (gegen Union Berlin, laufend, Stand: 26. Spieltag 2024/25)[98]
- wenigste Gegentreffer in einer Saison: 22 (2010/11)[99]
- am häufigsten das 1:0 bzw. 0:1 erzielt: Marco Reus (62×, Stand: 26. Spieltag 2023/24)[68][100]
- meiste Heimspiele gegen einen anderen Gegner ohne Punktverlust: 5 (gegen den 1. FC Union, laufend, Stand: 26. Spieltag 2024/25)[101]
- schnellster lupenreiner Hattrick: innerhalb von 11 Minuten (Jan Olsson, gegen Rot-Weiß Oberhausen, 1969)[60]
- Spieler mit den meisten lupenreinen Hattricks nach 12 Spieltagen einer Saison: Manfred Burgsmüller (2 lupenreine Hattricks, 1980/81)[102]
- Anzahl Spiele, in denen mindestens 5 Tore erzielt wurden: 101 (Stand: 23. Spieltag 2024/25)[41]
- Spieler, der die meisten Strafstöße in Folge verwandelte: Michael Zorc (25. August 1984 bis 13. Mai 1987, Stand: 18. Spieltag 2024/25)[103]
- meiste Strafstöße nach 11 Spieltagen verursacht: 6 (2023/24)[104]
- meiste Torbeteiligungen nach den ersten 10 Einsätzen: Erling Haaland (13, 10 Tore und 3 Vorlagen, 2019/20, seit detaillierter Datenerfassung ab der Saison 2004/05, Stand: 3. Spieltag 2024/25)[105]
- meiste Torbeteiligungen nach den ersten 43 Einsätzen: Erling Haaland (53, seit detaillierter Datenerfassung ab der Saison 2004/05, Stand: 3. Spieltag 2024/25)[106]
- meiste Punkte nach 15 Spieltagen: 40 (2010/11)[107]
- meiste Jokertore: 12 (Paco Alcácer)[108]
- wenigste Einsätze um 19 Tore zu erzielen: 21 (2 Spieler, Stand: 33. Spieltag 2023/24)[109]
  - Erling Haaland (2020)
  - Timo Konietzka (1963/64)
- meiste Tore nach den ersten 22 Einsätzen: 21 (Erling Haaland, 2020, Stand: 30. Spieltag 2024/25)[110][111]
- meiste Tore nach den ersten 22 Einsätzen: 22 (Erling Haaland, 2020, Stand: 30. Spieltag 2024/25)[112]
  - auch meiste Tore nach den ersten 22 Einsätzen: 23 (Erling Haaland, 2020, Stand: 30. Spieltag 2024/25)[112]
- wenigste Einsätze um 24 Tore zu erzielen: 25 (Erling Haaland, 2020, Stand: 30. Spieltag 2024/25)[113]
- meiste Tore nach den ersten 28 Einsätzen: 27 (Erling Haaland, 2020, Stand: 30. Spieltag 2024/25)[114]
- meiste Tore nach den ersten 47 Einsätzen: 45 (Erling Haaland, Stand: 30. Spieltag 2024/25)[115]
- meiste Tore nach den ersten 49 Einsätzen: 49 (Erling Haaland, Stand: 30. Spieltag 2024/25)[19]
- meiste Tore nach den ersten 50 Einsätzen: 50 (Erling Haaland, Stand: 30. Spieltag 2024/25)[116]
- meiste Tore nach den ersten 53 Einsätzen: 52 (Erling Haaland, Stand: 30. Spieltag 2024/25)[117]
  - auch meiste Tore nach den ersten 53 Einsätzen: 53 (Erling Haaland, Stand: 30. Spieltag 2024/25)[88][117]
- meiste Tore nach den ersten 57 Einsätzen: 56 (Erling Haaland)[19]
- wenigste Einsätze, um 5× mindestens 3 Tore in einem Spiel zu erzielen: 102 (Lothar Emmerich, Stand: 3. Spieltag 2024/25)[118]
- meiste Saisontreffer durch Spieler, die in der entsprechenden Saison ihr Bundesligadebüt gaben: 39 (durch 3 verschiedene Spieler, 2001/02)[119]
  - Márcio Amoroso (18)
  - Jan Koller (11)
  - Ewerthon (10)
- meiste Einsätze, ohne je durchgespielt zu haben: 41 (Jamie Bynoe-Gittens wurde bei jedem seiner ersten 41 Einsätze ein- und/oder ausgewechselt und spielte am 32. Spieltag 2023/24 erstmals über die volle Spielzeit)[120][113][121][122]
- meiste Tore eines Engländers in einer Saison: 17 (Jadon Sancho, 2019/20)[123]
- meiste Mehrfachpacks in einer Saison zu Beginn der Bundesliga-Karriere: 7 (Timo Konietzka, 1963/64, Stand: Saisonende 2023/24)[124]
- am häufigsten in Folge dasselbe Spielergebnis erzielt: 4× (1:1, im Februar/März 2000, Stand: 14. Spieltag 2024/25)[125]
- meiste Niederlagen in Folge zu Beginn eines Kalenderjahres: 3 (2025, Stand: 27. Spieltag 2024/25)[126]